# Distrito electoral de Dorchester (condado de Saline, Nebraska)
Dorchester (en inglés: Dorchester Precinct) es un distrito electoral ubicado en el condado de Saline en el estado estadounidense de Nebraska. En el Censo de 2010 tenía una población de 832 habitantes y una densidad poblacional de 8,93 personas por km².

## Geografía
Dorchester se encuentra ubicado en las coordenadas 40°39′39″N 97°4′24″O / 40.66083, -97.07333. Según la Oficina del Censo de los Estados Unidos, Dorchester tiene una superficie total de 93.14 km², de la cual 92.14 km² corresponden a tierra firme y (1.07%) 1 km² es agua.

## Demografía
Según el censo de 2010, había 832 personas residiendo en Dorchester. La densidad de población era de 8,93 hab./km². De los 832 habitantes, Dorchester estaba compuesto por el 93.27% blancos, el 0.72% eran afroamericanos, el 0.12% eran amerindios, el 0.12% eran asiáticos, el 4.81% eran de otras razas y el 0.96% pertenecían a dos o más razas. Del total de la población el 7.45% eran hispanos o latinos de cualquier raza.